# تپه شیخی سه
تپه شیخی سه مربوط به سدهٔ ۷ تا ۱۱ ه.ق است و در شهرستان زابل، بخش مرکزی، دهستان بنجار، ۸۵۰ متری جنوب روستای شیخی واقع شده و این اثر در تاریخ ۲ مرداد ۱۳۸۷ با شمارهٔ ثبت ۲۳۰۵۸ به‌عنوان یکی از آثار ملی ایران به ثبت رسیده است.